# Veli Sundbäck
Veli Rolf Sundbäck, född 29 maj 1946 i Helsingfors, är en finländsk diplomat och företagsledare. 
Sundbäck blev juris kandidat 1969 och anställdes samma år vid utrikesförvaltningen, där han som opolitisk tjänsteman gjorde en snabb karriär. Han blev känd som chefsförhandlare på tjänstemannanivå då Finland först anslöt sig till EES-avtalet och slutligen blev EU-medlem 1995. Det ibland kärva förhandlingsklimatet skildrade han i en bok om Finland i EU, Marginaalista ytimeen (2006).
Sundbäck fick tidigt erfarenhet av Finlands dåtida handelspolitik som yngre tjänsteman vid ambassaderna i Bryssel och Genève samt vid handelspolitiska avdelningen 1973–1983. Därefter avancerade han snabbt till de ledande posterna inom avdelningen. Han blev avdelningschef 1988, understatssekreterare 1990 och statssekreterare 1994. På sistnämnda post efterträdde han Martti Ahtisaari, som hade valts till republikens president.
Sundbäck hade som handelspolitiker ett analytiskt grepp om både detaljkunskapen och de stora linjerna. Han hade en förmåga att på olika språk flytande presentera Finlands förhandlingspositioner, vilket gjorde intryck vid de förberedande förhandlingarna i EU:s olika organ.
Som statssekreterare hade Sundbäck den politiska ledningens förtroende. När ryske ambassadören Jurij Derjabin 1995 varnade Finland för att ansluta sig till Nato, blev han uppkallad till statssekreteraren och fick en reprimand för att ha blandat sig i Finlands interna angelägenheter.
I och med EU-medlemskapet ansåg Sundbäck att han slutfört sitt arbete vid utrikesförvaltningen och antog därför 1996 anbudet att bli direktör och medlem av Nokias direktion, där skötseln av internationella relationer och samhällskontakter har hört till hans viktigaste arbetsuppgifter. Han har bland annat tagit initiativ till ett nytt miljötänkande inom bolaget och skrivit kontrakt med internationella Världsnaturfonden (WWF) om ett miljöskolningsprogram för hela koncernen.